# Teresa Martin-Pelegrina
Teresa Martin-Pelegrina est une joueuse de hockey sur gazon allemande. Elle évolue au poste d'attaquante au Uhlenhorster Hockey-Club et avec l'équipe nationale allemande,.

## Biographie
Teresa est née le 11 novembre 1997 en Allemagne et est la sœur de Marisa Martin-Pelegrina, également internationale allemande.

## Carrière
Elle a débuté en équipe nationale première en avril 2017 à Düsseldorf lors d'un match amical face à l'Irlande.